# Pola Ivanova
Pola Ivanova é uma personagem do filme 007 Na Mira dos Assassinos, décimo-quarto da série cinematográfica de James Bond e último com Roger Moore no papel do espião britânico.

## Características
Loira e atraente, Pola é uma agente da KGB que investiga o vilão Max Zorin e seus planos de inundar o Vale do Silício provocando um terremoto. Uma antiga adversária de Bond também seduzida por ele, encontra novamente o espião durante esta investigação em San Francisco.

## Filme
Quando Bond investiga uma estação de bombeamento de óleo na baía de San Francisco, parte do plano de Max Zorin de destruir o Vale do Silício, ele descobre mais duas pessoas com roupas de mergulhadores também investigando e preparando-se para explodir o local. Quando eles roubam uma fita com a conversa de Zorin e seus planos, são surpreendidos pelo espião, e na luta que se segue de Bond com um deles, quando ele retira a máscara e o capuz do adversário, descobre ser um mulher linda e uma antiga conhecida e amante, a agente da KGB Pola Ivanova.
Os dois então dirigem-se a um spa, onde dividem um banho num ofurô. Os agentes rivais namoram no banho e falam sobre seu encontro anterior, quando ela se disfarçou de dançarina do Ballet Bolshoi, em Londres. Bond então troca a fita com a conversa de Zorin por uma de música clássica, sem que ela perceba, quando submerge na água. Quando 007 entra no chuveiro, Pola pega a fita e foge do lugar num carro onde a espera seu superior na KGB, o General Gogol, sem notar que levou a fita trocada pelo espião.